# 新北铁路
新北铁路位于吉林省吉林市北郊，起自长图铁路新九站站，终至龙舒铁路吉林北站，是吉林市江北工业区与石化的直通货运列车通往长图铁路长春方向的联络线。

## 线路
从新九站站出岔，向东延伸，跨松花江，沿牤牛河北岸台地走行，跨牤牛河与龙舒铁路的吉林北站接轨。

## 历史
1973年1月初步勘测设计，同年10月开工。
至1974年6月，完成土石方2.56万立方米，修建涵渠3座，铺设碎石1990立方米。
1974年6月底验收合格，同年7月1日正式运营。